# Communauté rurale de Kahène
La communauté rurale de Kahène est une communauté rurale du Sénégal située à l'est du pays. 
Elle fait partie de l'arrondissement de Bamba Thialène, du département de Koumpentoum et de la région de Tambacounda.